# 富士城流
富士城流（ふじしろりゅう）は日本舞踊における流派の一つ。1985年に創流。創流者は富士城舞主（後に舞宗と改名、福島県会津若松市出身））。古典舞踊から歌謡曲まで幅広い踊りをする流派

## 年譜
- 1955年 - 会津若松から上京、六代目中村歌右衛門師に入門。歌舞伎俳優中村歌丸を名乗り、内弟子修行を四年務める
宗家藤間流、藤間勘十郎師に入門
- 1959年 - 東映京都撮影所入社。時代劇俳優中村歌乃介、後に嵐歌乃介と名乗る.中村歌乃介時代に藤間勘五郎師に入門
- 1961年 - 藤間勘禄朗と名乗る
- 1984年 1月 - 阪道頓堀朝日座で「芸道三十周年記念舞踊会」開く
- 1984年 4月 - 京都南座で藤間勘五郎舞踊会に出演。同年12月、門弟、勘禄美、勘利郎、勘禄花と共に名前を返上
- 1985年 4月 - 富士城流を創流
- 1985年 4月 - 第一回 「春の会」会津若松
- 1985年 9月 -　第二回 「秋の会」大阪で共に改名披露会を開く
- 1986年 4月 -「富士城流家元襲名舞踊会」会津若松
- 1986年10月 -「富士城流家元襲名舞踊会」大阪ピロティホール
- 1987年 4月 - 第三回 「春の会」会津若松文化センターホール
- 1988年 5月 - 第四回 「春の会」会津若松文化センターホール
- 1989年 1月 - 第五回 「春の会」大阪区画会館　後の平野区画整理記念会館
- 1989年 8月 - 第六回 「夏の会」会津若松文化センターホール
- 1990年 8月 - 第七回 「夏の会」大阪国立小ホール
- 1991年 8月 - 「富士城流創流七周年記念公演」大阪国立文楽劇場
- 1992年 8月 - 「富士城流創流八周年記念公演」会津若松文化センターホール。この時に富士城舞主から舞宗に改名
- 1993年 8月 - 第八回「夏の会」大阪区画会館　後の平野区画整理記念会館
- 1994年 8月 - 「芸道生活四十周年、富士城創流十周年記念公演」会津風雅堂
- 1995年 9月 - 「富士城流第一回東京公演」下北沢タウンホール
- 1996年 9月 - 第九回「秋の会」会津サンパレスホール
- 1998年11月 - 「芸道四十三周年、富士城創流十三年記念公演」会津風雅堂
- 2001年 2月 - 第十回「春の会」大阪料亭、鳥菊
- 2001年 9月 - 第十一回「夏の会」会津若松文化センター
- 2002年 3月 - 第十二回「春の会」大阪料亭、鳥よし本店
- 2003年 4月 - 第十三回「春の会」会津坂下、割烹旅館・松林閣
- 2004年 3月 - 第十四回「春の会」大阪料亭、鳥よし本店
- 2005年 4月 - 第十五回「春の会」香川庵治観光ホテル
- 2006年 3月 - 第十六回「春の会」大阪料亭、鳥よし本店
- 2008年 5月 - 第十七回「春の会・舞寛米寿祝いの会」大阪料亭、鳥よし本店